# Alacón (kommunhuvudort)
Alacón är en kommunhuvudort i Spanien.   Den ligger i provinsen Provincia de Teruel och regionen Aragonien, i den östra delen av landet, 260 km öster om huvudstaden Madrid. Alacón ligger 636 meter över havet och antalet invånare är 433.
Terrängen runt Alacón är kuperad åt sydost, men åt nordväst är den platt. Runt Alacón är det mycket glesbefolkat, med 2 invånare per kvadratkilometer. Närmaste större samhälle är Albalate del Arzobispo, 18,9 km nordost om Alacón. Omgivningarna runt Alacón är i huvudsak ett öppet busklandskap.